# Гиперсемиотизация
Гиперсемиотизация — состояние, когда люди начинают видеть несуществующие знаки. Разновидность коллективной, социальной апофении. Термин, относящийся к области семиотики. Как правило, такие знаки видят психически больные люди, а при гиперсемиотизации их видят лица без каких-либо психических отклонений. И количество лиц, распознающих такие знаки, увеличивается в силу того, что знаки выгоднее видеть, чем не замечать.

## История
Термин «гиперсемиотизация» в близком к современному употреблению значении впервые использовал семиотик В. Н. Топоров. Явление гиперсемиотизации — по сути, разновидность апофении, но не индивидуальная, а коллективная, социальная.
Во многих случаях члены сообщества, погружаясь в моральную панику, начинают видеть несуществующие знаки, создают «вчитывание» чужого знака в не принадлежащее ему семантическое поле, то есть поле значений. Вследствие такого действия все прочие элементы изображения или текста-носителя либо меняют своё значение, либо становятся как бы средой обитания нового знака (фоном). Такое явление называется гиперсемиотизацией.